# Schwedenmühle (Anklam)
Die Schwedenmühle, auch Peendamm-Mühle, ist eine im Jahr 1726 erbaute Holländerwindmühle in Anklam. Sie besteht aus einem achteckigen Turm auf einem eingeschossigen Fachwerkbau. Die Mühle diente während der fast 100-jährigen Teilung Anklams als Rathaus des nördlich der Peene gelegenen schwedischen Teils der Stadt.

## Geschichte

Schwedenmühle, Foto von Jacob Reichard, um 1871

Der sogenannte Mühlenberg auf dem Anklamer Peendamm wurde 1726 von dem Müller Christian Pape gepachtet, um dort die erste Anklamer Holländerwindmühle zu errichten.
Die Mühle trägt in der Stadtgeschichte die Namen „Wesselsche Mühle“ nach ihrem Besitzer ab 1872, „Schwedenmühle“ oder auch „Peendamm-Mühle“. Der hauptsächlich gebräuchliche Name „Schwedenmühle“ beruht auf ihrer Geschichte als schwedisches Rathaus. Von 1720 bis 1815 bildete die Peene die Grenze zwischen Schwedisch-Pommern und Preußen. Der kleine nördliche Teil der Stadt, der Peendamm, war schwedisch. Die damals neue Mühle war das repräsentativste Gebäude auf dem Peendamm. Der Raum rechts neben der Durchfahrt diente als schwedisches Rathaus und Gerichtsstube. 1908 errichtete der Müller auf dem Hof des Grundstücks ein Ziegelgebäude für eine Motormühle. 1922 wurde die Windmühle vollständig stillgelegt. Bis 1958 mussten nacheinander Flügel, Helm und Umgang wegen Baufälligkeit entfernt werden.
Bis 2000 wurde das Gebäude als Wohnhaus genutzt. Seit 2006 bemüht sich ein Verein um die Rettung der Mühle. Mit Mitteln des Landesamts für Denkmalpflege, der Hansestadt Anklam und privater Spenden gelang eine Notsicherung. Im Jahr 2024 hat die Stadt die denkmalgeschützte Mühle über einen Erbbauvertrag erworben, um sie in die Pläne zur Stadtteilentwicklung des sogenannten „Schwedenviertels“ einzubeziehen.

## Beschreibung
Die Mühle ist ein sogenannter Hausholländer, bei dem sich der achteckige Mühlenturm aus dem Dach eines eingeschossigen verputzten Fachwerkhauses in der Straßenfront erhebt.
Die Mühle wurde 1765 kurzzeitig um einen Wasserantrieb erweitert, der später wieder entfernt wurde. 1880 wurde als Windrose ein kleines Windrad angebracht, das den Mühlenkopf eigenständig in den Wind drehte und so viel Muskelkraft sparte. Die Segelflügel wurden 1880 durch Jalousieflügel ersetzt. Flügel, Helm und Umgang wurden 1958 wegen Baufälligkeit entfernt und der Mühlenstumpf mit einem Flachdach versehen.